# Yero Bello
Yero Bello (11 dicembre 1987) è un ex calciatore nigeriano, di ruolo attaccante.